# 尖叫之旅
《尖叫之旅》是一款建造模拟类益智游戏，由英国公司Frontier Developments开发，微软工作室发行，对应Xbox One和Xbox 360平台。游戏于2015年3月发行。

## 评价
游戏在Xbox One版西方Metacritic上的汇总得分为71/100。中国大陆杂志《游戏机实用技术》打出21/30分。